# کورو نکو
کورو نکو (به ژاپنی: 藪の中の黒猫 Yabu no Naka no Kuroneko) به معنی گربه‌ای سیاه در بیشهٔ بامبو، فیلمی در ژانر ترسناک به کارگردانی کانه‌تو شیندو است که در سال ۱۹۶۸ اکران شد. از بازیگران آن می‌توان به ناکامورا کیجیه‌مون دوم، نوبوکو اوتاوا، کی ساتو، و تایجی تونویاما اشاره کرد.